# Feketearcú pitta
A feketearcú pitta (Pitta anerythra) a madarak osztályának verébalakúak (Passeriformes)  rendjébe és a pittafélék (Pittidae) családjába tartozó faj.

## Rendszerezése
A fajt Lionel Walter Rothschild brit lord és zoológus írta le 1901-ben.

## Alfajai
- Pitta anerythra anerythra Rothschild, 1901
- Pitta anerythra nigrifrons Mayr, 1935
- Pitta anerythra pallida Rothschild, 1904[2]

## Előfordulása
Pápua Új-Guineához tartozó Bougainville szigetén és a Salamon-szigetekhez tartozó Santa Isabel és a Choiseul szigeteken honos. Természetes élőhelyei a szubtrópusi vagy trópusi síkvidéki és hegyi esőerdők, valamint vidéki kertek. Állandó, nem vonuló faj.

## Megjelenése
Testhossza 17 centiméter, testtömege 83–89 gramm. Feje teteje barna, széles fekete szemsávja és jellemző égszínkék szárny-fedőtollai vannak.

## Életmódja
Férgekkel, csigákkal és rovarokkal táplálkozik.

## Természetvédelmi helyzete
Az elterjedési területe nem nagy, egyedszáma 250-999 példány közötti lehet és csökken. A Természetvédelmi Világszövetség Vörös listáján sebezhető fajként szerepel.